# Theodor Vincent Dieden

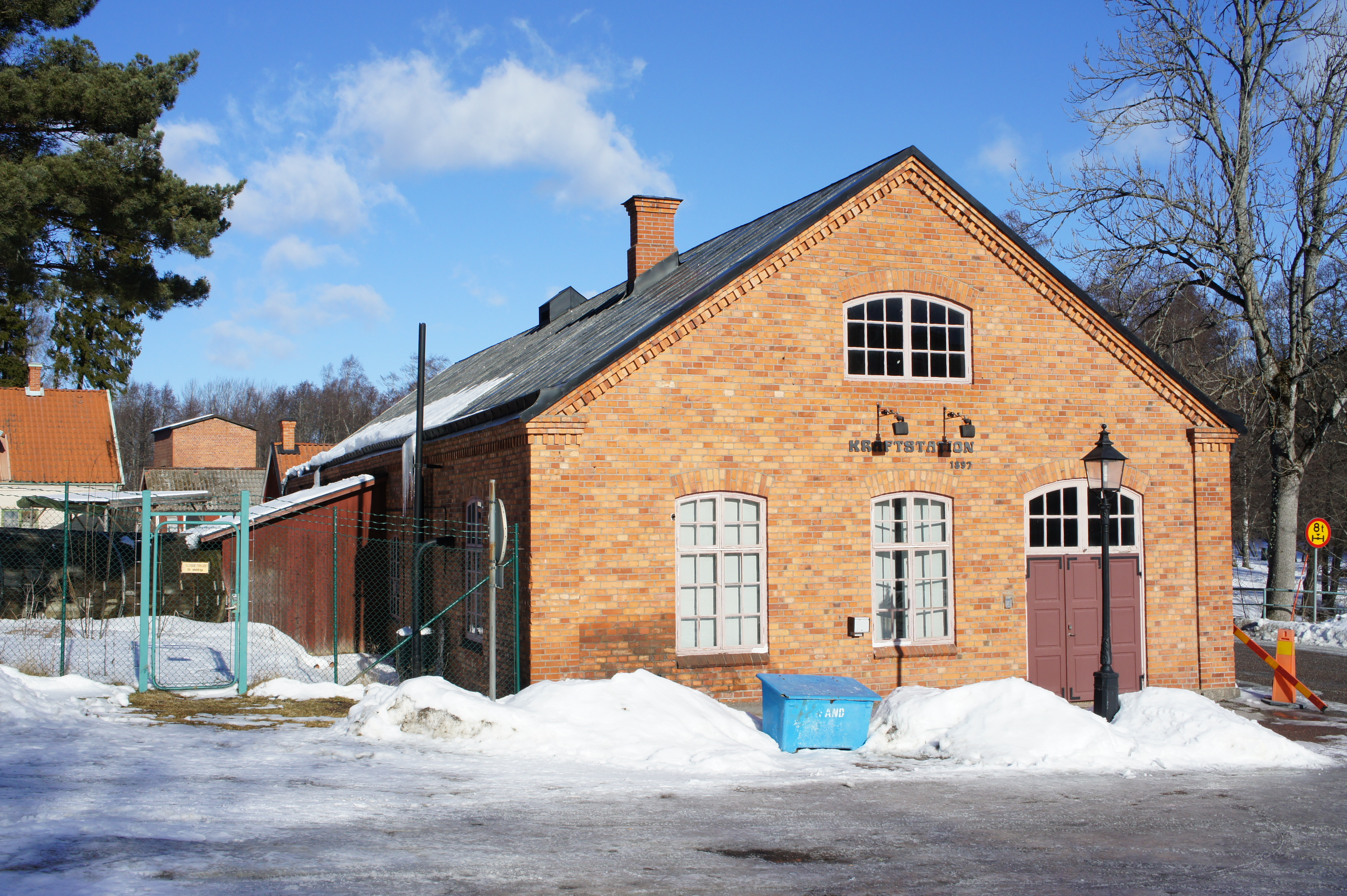
Karlslunds kraftstation, anlagd 1897 av Theodor Vincent Dieden

Theodor Vincent Dieden, född 28 maj 1845 i Malmö, död 1927, var en svensk jurist, godsägare och företagare.
Theodor Vincent Dieden var son till grosshandlaren Johan Henrik Dieden (1808–1879) och sonson till Johan Henrik Dieden den äldre (1774–1817). Hans farfarsfar Johan Henrik Dieden (1732–1817) var kyrkomålare i Uddevalla och hade kommit till Göteborg från Tyskland som gesäll. Han växte upp i Malmö som yngre bror till Johan Henric Emmanuel Dieden (1840–1923) och äldre bror till Berthold Dieden (1849–1919), vilka bägge förde familjeföretaget vidare, samt till Gotthard Dieden.
Theodor Vincent Dieden tog kansliexamen 1869 vid Lunds universitet och blev vice häradshövding 1872. Fadern köpte 1874 Karlslunds herrgård utanför Örebro till sonen, som utvecklade gården till ett mönsterjordbruk med industriella verksamheter och ett av Sveriges första privata vattenkraftverk.
Han var tekniskt intresserad och en pionjär för införande av elektricitet. Med hjälp av Jonas Wenström installerade han redan i december 1886 elektriskt ljus på Karlslund.
Theodor Vincent Dieden var gift med Marianne von Wright. Paret hade två barn: agronomen Theodor Wright Dieden och jägmästaren Henrik Wright Dieden (född 1893), bägge flygpionjärer.